# Station Dunfermline City
Dunfermline City (tot 3 oktober 2022 Dunfermline Town geheten) is een spoorwegstation van National Rail in Fife in Schotland. Het station is eigendom van Network Rail en wordt beheerd door ScotRail. 